# Albericus brunhildae
- Commons
- Wikispecies

Albericus brunhildae é uma espécie de anfíbio da família Microhylidae.
É endémica da Papua-Nova Guiné.
Os seus habitats naturais são: regiões subtropicais ou tropicais húmidas de alta altitude e jardins rurais.